# Reinert Open 2011
Il Reinert Open 2011 è stato un torneo professionistico di tennis femminile giocato sulla terra rossa. È stata la 10ª edizione del torneo, che fa parte dell'ITF Women's Circuit nell'ambito dell'ITF Women's Circuit 2011. Si è giocato a Versmold in Germania dall'8 al 14 agosto 2011.

## Partecipanti

### Teste di serie
| Nazionalità | Giocatrice        | Ranking* | Testa di serie |
| ----------- | ----------------- | -------- | -------------- |
| Bulgaria    | Dia Evtimova      | 175      | 1              |
| Germania    | Tatjana Maria     | 178      | 2              |
| Italia      | Anna Floris       | 189      | 3              |
| Germania    | Laura Siegemund   | 222      | 4              |
| Slovenia    | Maša Zec Peškirič | 244      | 5              |
| Austria     | Melanie Klaffner  | 260      | 6              |
| Austria     | Nikola Hofmanová  | 274      | 7              |
| Colombia    | Catalina Castaño  | 281      | 8              |

- Ranking al 1º agosto 2011.

### Altre partecipanti
Giocatrici che hanno ricevuto una wild card:
- Dinah Pfizenmaier
- Julia Wachaczykh
- Stephanie Wagner
- Carina Witthöft

Giocatrici che sono passate dalle qualificazioni:
- Daniëlle Harmsen
- Elizaveta Ianchuk
- Anna Klasen
- Anna Korzeniak
- Marina Mel'nikova
- Agnes Szatmari
- Angelique van der Meet
- Nina Zander
- Ekaterine Gorgodze (lucky loser)

## Campionesse

### Singolare
Mariana Duque ha battuto in finale  Scarlett Werner con il punteggio di 7–6(2), 7–5

### Doppio
Elizaveta Ianchuk /  Julia Mayr hanno battuto in finale  Cecilia Costa Melgar /  Daniela Seguel con il punteggio di 6–4, 6–3